# Tiefgreifende Entwicklungsstörung
Unter dem Begriff der tiefgreifenden Entwicklungsstörungen (englischer Fachbegriff Pervasive Developmental Disorders, kurz PDD) wurde im Diagnostic and Statistical Manual of Mental Disorders (DSM) von 1980 bis 2013 und in der Internationalen Klassifikation der Krankheiten (ICD) von 1994 bis 2022 eine Gruppe von psychischen Störungen zusammengefasst, die durch eine Beeinträchtigung der wechselseitigen sozialen Interaktion, Beeinträchtigungen der Kommunikation oder durch repetitives und stereotypes Verhalten, Interessen und Aktivitäten gekennzeichnet sind. Die ersten Symptome zeigen sich meist bereits vor dem dritten Lebensjahr und die Entwicklung ist meistens zu keinem Zeitpunkt dem Alter entsprechend. Die tiefgreifenden Entwicklungsstörungen wurden auch als Autismus-Spektrum-Störungen oder Störungen des Autismus-Spektrums (englischer Fachbegriff Autism Spectrum Disorders, kurz ASDs) bezeichnet.
Bei allen tiefgreifenden Entwicklungsstörungen handelt es sich um Störungen der neuronalen Entwicklung, bei denen genetische Faktoren eine Rolle bei der Entstehung spielen. Mit Ausnahme des Rett-Syndroms – welches aufgrund ähnlicher Symptomatik in der Kindheit zugeordnet wurde, jedoch einen deutlich unterschiedlichen Verlauf und neurologische Charakteristik aufweist – sind keine genauen Ursachen oder Auslöser tiefgreifender Entwicklungsstörungen bekannt. Ihre Diagnose erfolgt daher in der Regel anhand charakteristischer Verhaltensmerkmale. Tiefgreifende Entwicklungsstörungen umfassen eine große Breite unterschiedlicher Symptomatiken. Betroffene Personen unterscheiden sich deutlich in Bezug auf Fähigkeiten, Intelligenz und Verhalten.
Aufgrund von Schwierigkeiten bei der diagnostischen Abgrenzung sind im DSM-5 (2013, revidiert 2022) und in der ICD-11 (2022) die vormaligen einzelnen tiefgreifenden Entwicklungsstörungen zur Diagnose Autismus-Spektrum-Störung zusammengefasst worden, welche in die weiter gefasste Gruppe der Störungen der neuronalen Entwicklung eingeordnet ist. Im DSM wurden dabei das Rett-Syndrom und die desintegrative Störung im Kindesalter als Diagnosen aufgegeben, in der ICD-11 wird das Rett-Syndrom als Entwicklungsanomalie und nicht mehr als psychische Störung geführt.

## Einteilung

### DSM-III
Das Diagnostic and Statistical Manual of Mental Disorders in der Fassung von 1980 (DSM-III) benennt drei tiefgreifende Entwicklungsstörungen:
- frühkindlicher Autismus
- tiefgreifende Entwicklungsstörung mit Beginn in der Kindheit
- atypische tiefgreifende Entwicklungsstörung

### DSM-III-R
Das Diagnostic and Statistical Manual of Mental Disorders in der Fassung von 1987 (DSM-III-R) benennt zwei tiefgreifende Entwicklungsstörungen:
- autistische Störung
- nicht näher bezeichnete tiefgreifende Entwicklungsstörung

### DSM-IV
Das Diagnostic and Statistical Manual of Mental Disorders in der Fassung von 1994 (DSM-IV, revidiert 2000) benennt fünf tiefgreifende Entwicklungsstörungen:
- 299.00: autistische Störung
- 299.10: desintegrative Störung im Kindesalter
- 299.80: Rett-Syndrom
- 299.80: Asperger-Syndrom
- 299.80: nicht näher bezeichnete tiefgreifende Entwicklungsstörung

### ICD-10
In der Internationalen Klassifikation der Krankheiten in der Fassung von 1992 (ICD-10) sind die tiefgreifenden Entwicklungsstörungen in acht Kategorien eingeteilt:
- F84.0: frühkindlicher Autismus
- F84.1: atypischer Autismus
- F84.2: Rett-Syndrom
- F84.3: andere desintegrative Störung des Kindesalters (z. B. Hellersche Demenz)
- F84.4: überaktive Störung mit Intelligenzminderung und Bewegungsstereotypien
- F84.5: Asperger-Syndrom
- F84.8: andere tiefgreifende Entwicklungsstörung
- F84.9: nicht näher bezeichnete tiefgreifende Entwicklungsstörung